# كانتيلتار
کانتیلتار (بالإنجليزية: Kanteletar)‏ أناشيد وأغان سحرية فنلندية قديمة. وهي من نوع الرونو runos حفظ بعضها في الكاليفالا.